# Birgit Elgaard
Birgit Elgaard (født 5. maj 1958 i Aalborg) er en tidligere forbundsformand i BUPL. Som Forbundsformand blev hun kendt for at afskaffe "De gyldne håndtryk".  Birgit Elgaard er tidligere folketingskandidat for Socialdemokratiet i Region Nordjylland. Hun har tillige været landsformand i Foreningen Bedre Psykiatri. Birgit Elgaard er initiativtager til Eternitfabrikkens arbejdermuseum og mindested. 